# Districte electoral de Granollers
El districte de Granollers fou una circumscripció electoral del Congrés dels Diputats utilitzada en les eleccions generals espanyoles entre 1871 i 1923. Es tractava d'un districte uninominal, ja que només era representat per un sol diputat.

## Àmbit geogràfic
L'any 1871, el districte comprenia tots els municipis partit judicial de Granollers excepte Fogars de Montclús, Llinars del Vallès, Sant Pere de Vilamajor, Sant Antoni de Vilamajor, Castellterçol, Sant Quirze Safaja, Caldes de Montbui i Aiguafreda. També incloïa, a més, els municipis de Badalona, Montcada i Reixac i Santa Coloma de Gramenet. Aquesta delimitació va perdurar fins a l'any 1923.

## Diputats electes
| Elecció | Elecció        | Diputat                               | Partit/Ideologia                    |
| ------- | -------------- | ------------------------------------- | ----------------------------------- |
|         | 1871           | Antoni Ferratges de Mesa i Ballester  | Liberal                             |
|         | Agost 1872     | Robert Robert i Casacuberta           | Partit Republicà Democràtic Federal |
|         | 1873           | Juan Fernández Latorre                | Republicà possibilista              |
|         | 1876           | Marià Maspons i Labrós                | Conservador                         |
|         | 1881           | Antoni Ferratges de Mesa i Ballester  | Liberal                             |
|         | 1888 (parcial) | Joaquim Ferratges de Mesa i Ballester | Liberal                             |
|         | 1891           | Antoni Ferratges de Mesa i Ballester  | Liberal                             |
|         | 1896           | Manuel Planas i Casals                | Conservador                         |
|         | 1896 (parcial) | Marià Puig i Valls                    | Conservador                         |
|         | 1898           | Antoni Ferratges de Mesa i Ballester  | Liberal                             |
|         | 1898 (parcial) | Álvaro Carvajal Melgarejo             | Conservador                         |
|         | 1899           | Felip Ricart de Córdoba               | Liberal                             |
|         | 1901           | Frederic Travé i Escardó              | Liberal                             |
|         | 1903 (parcial) | Robert Ferratges i Domínguez          | Conservador                         |
|         | 1905           | Frederic Travé i Escardó              | Liberal                             |
|         | 1907           | Ignasi Girona i Vilanova              | Lliga Regionalista (solidari)       |
|         | 1910           | Bonaventura Maria Plaja i Tapis       | Lliga Regionalista                  |
|         | 1918           | Joan Lligé i Pagès                    | Lliga Regionalista                  |
|         | 1920           | Francesc Torras i Villà               | Unió Monàrquica Nacional (liberal)  |
|         | 1923           | Josep Maria Trias de Bes i Giró       | Lliga Regionalista                  |

## Resultats electorals

### Dècada de 1920
| Eleccions generals del 29/04/1923 |                    |                                 |        |      |
| Partit/Ideologia                  | Partit/Ideologia   | Candidat                        | Vots   | %    |
|                                   | Lliga Regionalista | Josep Maria Trias de Bes i Giró | 5.896  | 51,4 |
|                                   | Monàrquic albista  | Francesc Torras i Villà         | 5.777  | 50,4 |
| Total                             | Total              | Total                           | 11.473 | 100  |
| Cens/participació                 | Cens/participació  | Cens/participació               | 17.659 | 65,0 |

| Eleccions generals del 19/12/1920 |                                    |                         |        |      |
| Partit/Ideologia                  | Partit/Ideologia                   | Candidat                | Vots   | %    |
|                                   | Unió Monàrquica Nacional (liberal) | Francesc Torras i Villà | 4.900  | 51,5 |
|                                   | Lliga Regionalista                 | Joan Lligé i Pagès      | 4.527  | 47,6 |
|                                   | Altres                             | Altres                  | 79     | 0,8  |
| Total                             | Total                              | Total                   | 9.506  | 100  |
| Cens/participació                 | Cens/participació                  | Cens/participació       | 16.874 | 56,3 |

### Dècada de 1910
| Eleccions generals del 01/06/1919 |                    |                      |        |      |
| Partit/Ideologia                  | Partit/Ideologia   | Candidat             | Vots   | %    |
|                                   | Lliga Regionalista | Joan Lligé i Pagès   | 5.080  | 50,9 |
|                                   | Liberal Demòcrata  | Josep Umbert i Rosàs | 4.805  | 48,2 |
|                                   | Altres             | Altres               | 90     | 0,9  |
| Total                             | Total              | Total                | 9.975  | 100  |
| Cens/participació                 | Cens/participació  | Cens/participació    | 16.030 | 62,2 |

| Eleccions generals del 24/02/1918 |                    |                           |        |      |
| Partit/Ideologia                  | Partit/Ideologia   | Candidat                  | Vots   | %    |
|                                   | Lliga Regionalista | Joan Lligé i Pagès        | 5.451  | 52,2 |
|                                   | Liberal            | Manuel Rius i Rius        | 4.491  | 43,0 |
|                                   | Socialista         | Julián Besteiro Fernández | 361    | 3,5  |
| Vots en blanc                     | Vots en blanc      | Vots en blanc             | 129    | 1,2  |
| Vots nuls                         | Vots nuls          | Vots nuls                 | 13     | 0,1  |
| Total                             | Total              | Total                     | 10.445 | 100  |
| Cens/participació                 | Cens/participació  | Cens/participació         | 16.826 | 62,1 |

| Eleccions generals del 09/04/1916 |                    |                                 |        |      |
| Partit/Ideologia                  | Partit/Ideologia   | Candidat                        | Vots   | %    |
|                                   | Lliga Regionalista | Bonaventura Maria Plaja i Tapis | 5.674  | 57,1 |
|                                   | Liberal            | Andreu de Boet i Vigas          | 4.203  | 42,3 |
|                                   | Altres             | Altres                          | 66     | 0,7  |
| Total                             | Total              | Total                           | 9.943  | 100  |
| Cens/participació                 | Cens/participació  | Cens/participació               | 16.062 | 61,9 |

| Eleccions generals del 08/05/1910 |                                       |                                 |        |      |
| Partit/Ideologia                  | Partit/Ideologia                      | Candidat                        | Vots   | %    |
|                                   | Lliga Regionalista                    | Bonaventura Maria Plaja i Tapis | 5.015  | 49,2 |
|                                   | Liberal                               | José Viñamata                   | 2.209  | 21,7 |
|                                   | Republicà federal                     | Joan Dessy i Martos             | 1.526  | 15,0 |
|                                   | Unió Federal Nacionalista Republicana | Francesc Layret i Foix          | 1.359  | 13,3 |
|                                   | Altres                                | Altres                          | 94     | 0,9  |
| Total                             | Total                                 | Total                           | 10.203 | 100  |
| Cens/participació                 | Cens/participació                     | Cens/participació               | 14.496 | 70,4 |

### Dècada de 1900
| Eleccions generals del 21/04/1907 |                               |                          |        |      |
| Partit/Ideologia                  | Partit/Ideologia              | Candidat                 | Vots   | %    |
|                                   | Lliga Regionalista (solidari) | Ignasi Girona i Vilanova | 4.964  | 71,9 |
|                                   | Republicà federal solidari    | Joan Lladó i Vallès      | 1.746  | 25,3 |
|                                   | Conservador anti-solidari     | Juan Comín de Angulo     | 0      | 0,0  |
|                                   | Altres                        | Altres                   | 191    | 2,8  |
| Total                             | Total                         | Total                    | 6.901  | 100  |
| Cens/participació                 | Cens/participació             | Cens/participació        | 13.158 | 52,4 |

| Eleccions generals del 10/11/1905 |                    |                                 |        |      |
| Partit/Ideologia                  | Partit/Ideologia   | Candidat                        | Vots   | %    |
|                                   | Liberal            | Frederic Travé i Escardó        | 2.424  | 37,8 |
|                                   | Lliga Regionalista | Bonaventura Maria Plaja i Tapis | 1.991  | 31,1 |
|                                   | Republicà          | Joan Lladó i Vallès             | 1.981  | 30,9 |
|                                   | Altres             | Altres                          | 13     | 0,2  |
| Total                             | Total              | Total                           | 6.409  | 100  |
| Cens/participació                 | Cens/participació  | Cens/participació               | 12.787 | 50,1 |

| Elecció parcial del 26/05/1903 |                    |                              |        |      |
| Partit/Ideologia               | Partit/Ideologia   | Candidat                     | Vots   | %    |
|                                | Conservador        | Robert Ferratges i Domínguez | 3.684  | 53,9 |
|                                | Republicà          | Joan Lladó i Vallès          | 1.531  | 22,4 |
|                                | Lliga Regionalista | Trinitat Monegal i Nougués   | 1.455  | 21,3 |
|                                | Altres             | Altres                       | 164    | 2,4  |
| Total                          | Total              | Total                        | 6.834  | 100  |
| Cens/participació              | Cens/participació  | Cens/participació            | 11.924 | 57,3 |

| Eleccions generals del 19/05/1901 |                   |                              |        |      |
| Partit/Ideologia                  | Partit/Ideologia  | Candidat                     | Vots   | %    |
|                                   | Liberal           | Frederic Travé i Escardó     | 5.190  | 72,2 |
|                                   | Republicà         | Pere Pujol i Molas           | 923    | 12,8 |
|                                   | Independent       | Francesc Maspons i Anglasell | 913    | 12,7 |
|                                   | Altres            | Altres                       | 167    | 2,3  |
| Total                             | Total             | Total                        | 7.193  | 100  |
| Cens/participació                 | Cens/participació | Cens/participació            | 12.014 | 59,9 |

### Dècada de 1890
| Eleccions generals del 16/04/1899 |                   |                         |        |      |
| Partit/Ideologia                  | Partit/Ideologia  | Candidat                | Vots   | %    |
|                                   | Liberal           | Felip Ricart de Córdoba | 6.009  | 84,4 |
|                                   | Altres            | Altres                  | 1.111  | 15,6 |
| Total                             | Total             | Total                   | 7.120  | 100  |
| Cens/participació                 | Cens/participació | Cens/participació       | 11.952 | 59,6 |

| Elecció parcial del 26/06/1898 |                  |                           |       |      |
| Partit/Ideologia               | Partit/Ideologia | Candidat                  | Vots  | %    |
|                                | Conservador      | Álvaro Carvajal Melgarejo | 5.478 | 98,7 |
|                                | Altres           | Altres                    | 74    | 1,3  |
| Total                          | Total            | Total                     | 5.552 | 100  |

| Eleccions generals del 27/03/1898 |                   |                                      |        |      |
| Partit/Ideologia                  | Partit/Ideologia  | Candidat                             | Vots   | %    |
|                                   | Liberal           | Antoni Ferratges de Mesa i Ballester | 7.045  | 99,2 |
|                                   | Altres            | Altres                               | 56     | 0,8  |
| Total                             | Total             | Total                                | 7.101  | 100  |
| Cens/participació                 | Cens/participació | Cens/participació                    | 11.830 | 60,0 |

| Elecció parcial del 26/07/1896 |                  |                    |       |       |
| Partit/Ideologia               | Partit/Ideologia | Candidat           | Vots  | %     |
|                                | Conservador      | Marià Puig i Valls | 6.996 | 100,0 |
| Total                          | Total            | Total              | 6.996 | 100   |

| Eleccions generals del 12/04/1896 |                   |                        |        |      |
| Partit/Ideologia                  | Partit/Ideologia  | Candidat               | Vots   | %    |
|                                   | Conservador       | Manuel Planas i Casals | 9.020  | 99,7 |
|                                   | Altres            | Altres                 | 24     | 0,3  |
| Total                             | Total             | Total                  | 9.044  | 100  |
| Cens/participació                 | Cens/participació | Cens/participació      | 11.718 | 77,2 |

| Eleccions generals del 05/03/1893 |                   |                                      |        |      |
| Partit/Ideologia                  | Partit/Ideologia  | Candidat                             | Vots   | %    |
|                                   | Liberal           | Antoni Ferratges de Mesa i Ballester | 4.519  | 59,0 |
|                                   | Altres            | Altres                               | 3.135  | 41,0 |
| Total                             | Total             | Total                                | 7.654  | 100  |
| Cens/participació                 | Cens/participació | Cens/participació                    | 11.961 | 64,0 |

| Eleccions generals del 01/02/1891 |                  |                                      |       |
| Partit/Ideologia                  | Partit/Ideologia | Candidat                             | Vots  |
|                                   | Liberal          | Antoni Ferratges de Mesa i Ballester | 9.272 |

### Dècada de 1880
| Elecció parcial del 08/01/1888 |                  |                                       |       |       |
| Partit/Ideologia               | Partit/Ideologia | Candidat                              | Vots  | %     |
|                                | Liberal          | Joaquim Ferratges de Mesa i Ballester | 1.761 | 100,0 |
| Total                          | Total            | Total                                 | 1.761 | 100   |

| Eleccions generals del 04/04/1886 |                  |                                      |       |      |
| Partit/Ideologia                  | Partit/Ideologia | Candidat                             | Vots  | %    |
|                                   | Liberal          | Antoni Ferratges de Mesa i Ballester | 1.492 | 84,9 |
|                                   | Altres           | Altres                               | 266   | 15,1 |
| Total                             | Total            | Total                                | 1.758 | 100  |

| Eleccions generals del 27/04/1884 |                  |                                      |       |      |
| Partit/Ideologia                  | Partit/Ideologia | Candidat                             | Vots  | %    |
|                                   | Liberal          | Antoni Ferratges de Mesa i Ballester | 1.100 | 67,0 |
|                                   | Altres           | Altres                               | 543   | 33,0 |
| Total                             | Total            | Total                                | 1.643 | 100  |

| Elecció parcial del 25/03/1883 |                  |                                      |       |      |
| Partit/Ideologia               | Partit/Ideologia | Candidat                             | Vots  | %    |
|                                | Liberal          | Antoni Ferratges de Mesa i Ballester | 1.610 | 99,7 |
|                                | Altres           | Altres                               | 5     | 0,3  |
| Total                          | Total            | Total                                | 1.615 | 100  |

| Eleccions generals del 20/08/1881 |                  |                                      |       |      |
| Partit/Ideologia                  | Partit/Ideologia | Candidat                             | Vots  | %    |
|                                   | Liberal          | Antoni Ferratges de Mesa i Ballester | 1.511 | 90,6 |
|                                   | Altres           | Altres                               | 157   | 9,4  |
| Total                             | Total            | Total                                | 1.668 | 100  |

### Dècada de 1870
| Eleccions generals del 20/04/1879 |                  |                        |       |      |
| Partit/Ideologia                  | Partit/Ideologia | Candidat               | Vots  | %    |
|                                   | Conservador      | Marià Maspons i Labrós | 1.032 | 68,0 |
|                                   | Altres           | Altres                 | 486   | 32,0 |
| Total                             | Total            | Total                  | 1.518 | 100  |

| Eleccions generals del 20/01/1876 |                  |                        |       |      |
| Partit/Ideologia                  | Partit/Ideologia | Candidat               | Vots  | %    |
|                                   | Conservador      | Marià Maspons i Labrós | 2.612 | 49,2 |
|                                   | Altres           | Altres                 | 2.700 | 50,8 |
| Total                             | Total            | Total                  | 5.312 | 100  |

| Eleccions generals del 10/05/1873 |                        |                        |       |      |
| Partit/Ideologia                  | Partit/Ideologia       | Candidat               | Vots  | %    |
|                                   | Republicà possibilista | Juan Fernández Latorre | 2.082 | 58,3 |
|                                   | Altres                 | Altres                 | 1.491 | 41,7 |
| Total                             | Total                  | Total                  | 3.573 | 100  |

| Eleccions generals del 24/08/1872 |                                     |                             |       |      |
| Partit/Ideologia                  | Partit/Ideologia                    | Candidat                    | Vots  | %    |
|                                   | Partit Republicà Democràtic Federal | Robert Robert i Casacuberta | 1.955 | 52,6 |
|                                   | Altres                              | Altres                      | 1.761 | 47,4 |
| Total                             | Total                               | Total                       | 3.716 | 100  |

| Eleccions generals del 03/04/1872 |                  |                                      |       |      |
| Partit/Ideologia                  | Partit/Ideologia | Candidat                             | Vots  | %    |
|                                   | Liberal          | Antoni Ferratges de Mesa i Ballester | 5.419 | 72,0 |
|                                   | Altres           | Altres                               | 2.107 | 28,0 |
| Total                             | Total            | Total                                | 7.526 | 100  |

| Eleccions generals del 08/03/1871 |                  |                                      |       |      |
| Partit/Ideologia                  | Partit/Ideologia | Candidat                             | Vots  | %    |
|                                   | Liberal          | Antoni Ferratges de Mesa i Ballester | 2.425 | 26,5 |
|                                   | Altres           | Altres                               | 6.715 | 73,5 |
| Total                             | Total            | Total                                | 9.140 | 100  |